# Устад Мансур
Устад Мансур (*д/н — після 1627) — індійський художник часів правління могольських падишахів Акбара та Джаханґіра.

## Життєпис
Про місце та дату народження Мансура нічого невідомо. Проявив себе як майстер (устад) наприкінці правління Акбара, в кітабхане якого він працював під орудою спочатку Абд аль-Самада, потім Басавана. Знано, що він брав участь в ілюструванні творів «Бабур-наме» та «Акбар-наме».
Найбільшого підйому кар'єра Мансура досягла на час володарювання Джаханґіра, який особливо підтримував художника. Від цього падишаха отримує почесний титул «Надір-уль-Аср» (Диво Світу). Про діяльність Мансура після 1627 року нічого не відомо.

## Творчість

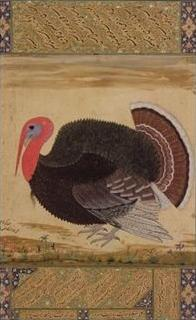
Індик

Значної досконалості досяг Мансур в зображенні тварин, птахів, рослин. Він ілюстрував низку рукописів, присвячених опису рослинного і тваринного світу. Бездоганно точними лініями малює він птахів, найтоншими штрихами й ніжними переходами кольору вимальовуючи деталі їхнього пір'я, наприклад, в зображенні індика, сокола або журавлів.
Зображення тварин і птахів, залишаючись площинними і майже позбавленими світлотіні, проте завжди відрізняються найбільшою точністю передачі та являють собою свого роду «портрети» в цьому жанрі. Характерним у цьому відношенні є зображення зебри. Звертають на себе увагу ретельно намальовані смуги на зебрі, які є вишуканим декоративним візерунком та в той же час зроблені за спостереженнями з натури, про що говорить різний характер смуг на тулубі, ногах, шиї. Злегка повернена голова надає жвавість і легкий рух статичній позі зебри.
Пейзаж у картинах природи походить від перських мініатюр, але в своєму прагненні до натуралістичності він втрачає численні декоративні якості перських зразків. Часом фон майже безбарвний, іноді усіяний крихітними цятками або відбитками вологого пензля. В образах помітна глибока захопленість художника й його тяжіння до пізнання, що виражаються в поєднанні підходу дослідника, поета і художника.

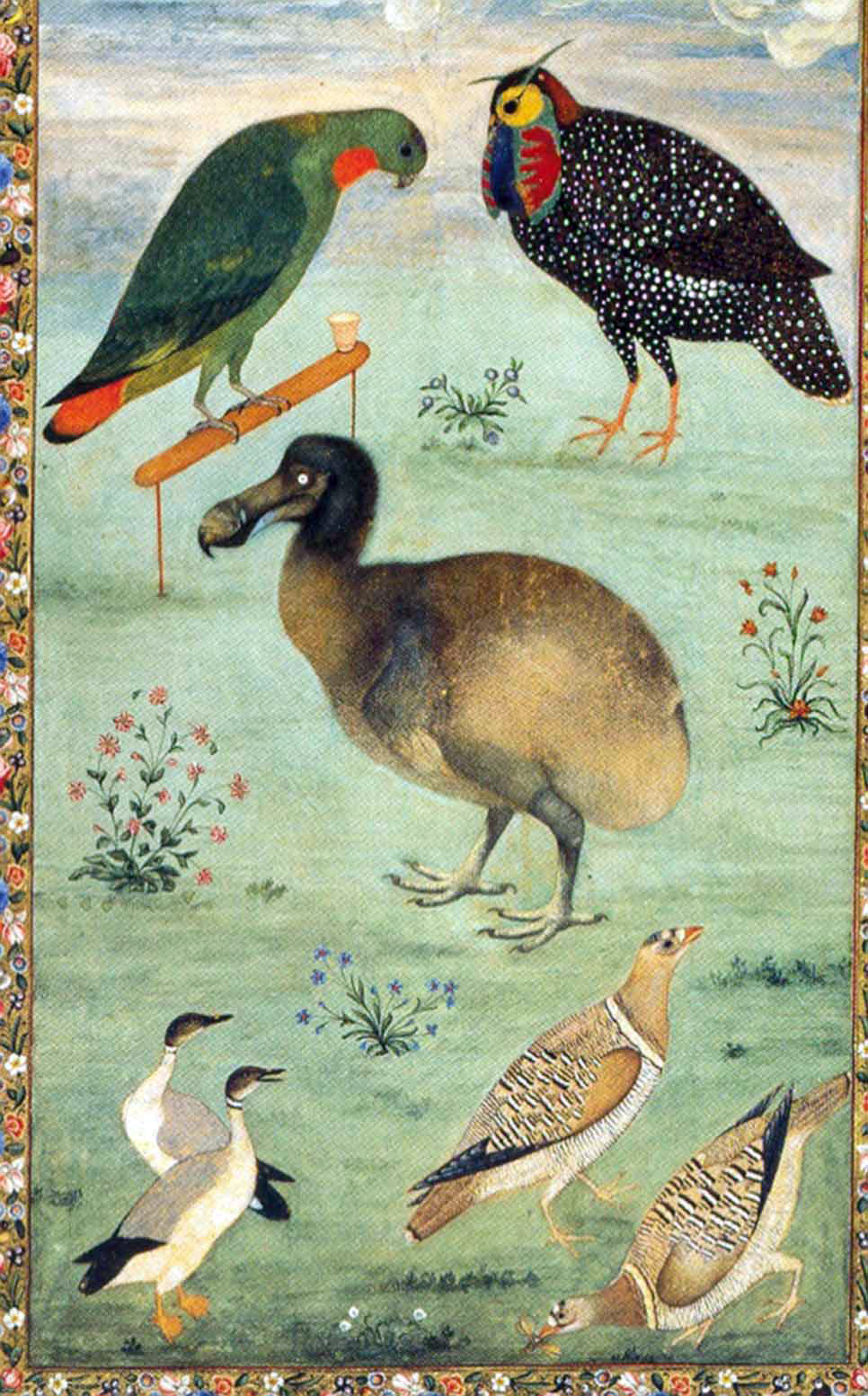
«Птахи»

 Завдяки мініатюрі Мансура під назвою «Птахи» тепер значною мірою можна знати, як виглядав цей вимерлий птах додо, якого змальовано з натури (зображено у центрі картини).

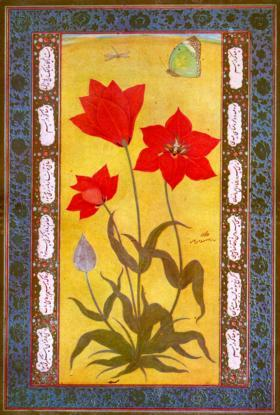
Червоний тюльпан

 Ще одним зразком творчого генія Мансура є зображення червоного тюльпану. М'якість живописної манери Мансура можна бачити в граціозних вигинах пелюсток і листках. що завиваються. Ця напружена, але захоплена замальовка живої квітки вводить глядача в радісний світ фарб та ліній.
Мансур також працював у жанрі портрета. Яскравим взірцем цього є картина «Коронаційний портрет Джаханґіра». Вона написана приблизно у 1605 році Мансур разом з іншим художником Манохаром. Тут на величезному троні в урочистій позі сидить падишах, вся його постава уособлює верховну владу.